# Бата (барабан)
Бата́ — барабан в форме песочных часов, с двумя мембранами.
Используется йоруба в ритуальных представлениях агбегиджо. Эти барабаны тесно связаны с мифологией йоруба, наделяются свойствами живого. При изготовлении барабана производятся магические обряды, вкладывается «душа» инструмента.
Барабаны могут быть использованы для общения: так как язык йоруба является тональным, для передачи простого сообщения может быть достаточно трёх различных тонов барабана и переходов между ними.

## Разновидности бата
В традиционный ансамбль обычно входят три барабана:
- Оконколо (Okónkolo) — маленький барабан, с простой партией, который просто держит ритм. Его обычно поручают не очень опытным исполнителям.
- Итотеле (Itótele) — средний барабан. Он ведёт диалог с барабаном ийа.
- Ийа (Iyá) — большой барабан басового тона, играет солирующую партию ансамбля. На концах этого барабана, у мембран закреплены бубенцы. На нём играет олубата — самый опытный барабанщик, который аккомпанирует певцу akpwon и задает мелодию остальным музыкантам.

## Устройство бата
Бата может быть изготовлен выдалбливанием из целого ствола дерева (традиционный африканский способ), либо склеиванием из отдельных планок. Как правило для изготовления барабана используются твердые породы дерева.
По обе стороны бата натягиваются две мембраны из тонкой кожи ( барабанах, изготавливающихся промышленным способом, используются крепления с помощью плетеных синтетических шнуров или металлическая система крепления.
На барабане играют сидя, положив его на колени перед собой. По большей мембране enú обычно играют правой рукой, по меньшей chachá — левой.